# Chuyển Pháp Luân (sách)
Chuyển Pháp Luân (phồn thể: 轉法輪 giản thể: 轉法轮, bính âm: Zhuǎn Fǎlún) là cuốn sách tập hợp những bài giảng chính của ông Lý Hồng Chí về Pháp Luân Công trong khi ông đi khắp Trung Quốc mở các khóa giảng để giới thiệu cho công chúng môn khí công này. Các bài giảng sau đó được sao chép lại và ông Lý đã chỉnh sửa lại cho phù hợp và xuất bản thành cuốn Chuyển Pháp Luân.